# Parapiptadenia ilheusana
Parapiptadenia ilheusana är en ärtväxtart som beskrevs av Gwilym Peter Lewis. Parapiptadenia ilheusana ingår i släktet Parapiptadenia och familjen ärtväxter. Inga underarter finns listade i Catalogue of Life.